# Karel Schmied starší
Karel Schmied starší (24. prosince 1934 Hradec Králové – 5. února 2019 Hradec Králové) byl český architekt hlásící se k tradicím Josefa Gočára, funkcionalismu a konstruktivismu.

## Studium
Nejprve absolvoval Gymnázium J. K. Tyla v Hradci Králové, na vysokou školu se přesunul do Prahy, kde vystudoval Fakultu architektury a pozemního stavitelství ČVUT. Absolvoval v roce 1960 u profesora Krise.

## Kariéra
Po studiích nastoupil do Stavoprojektu v rodném Hradci Králové. Právě tam strávil třicet pracovních let svého života. Během služebních cest pobýval dokonce v zahraničí, včetně Ruska, Skandinávie, Anglie či Egypta. Byl členem undergroundové skupiny mladých výtvarníků Horizont. Po roce 1989 se podílel na založení projekční společnosti AKIA, které řediteloval. Od roku 1995 působil v rodinné projekční kanceláři Atelier Schmied společně se svým synem.
Věnoval se i výtvarnému umění a karikaturám.

## Působení v Hradci Králové

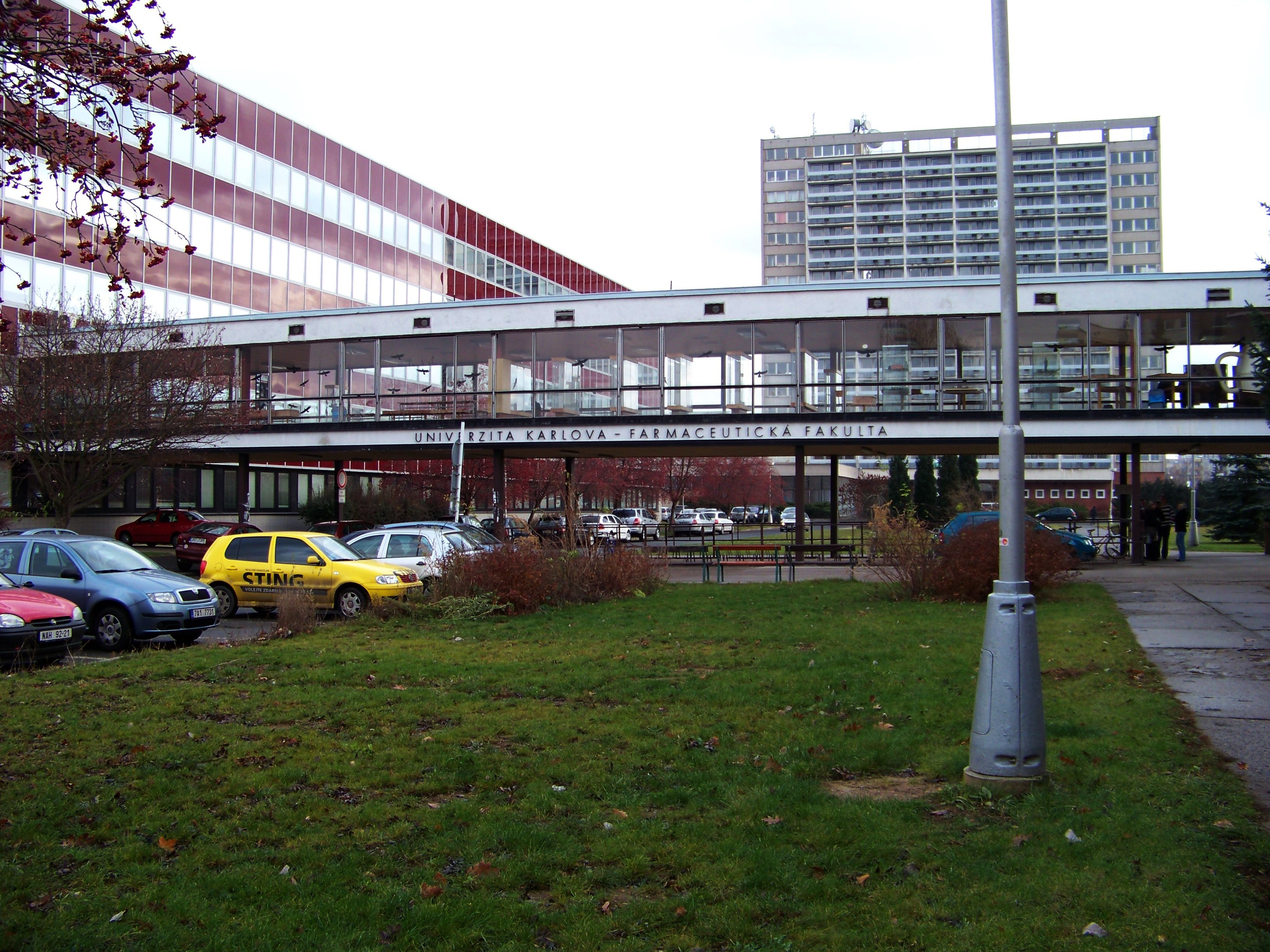
Areál Farmaceutické fakulty

Přímo v Hradci Králové projektoval patnáct, či šestnáct veřejných budov a několik dalších rodinných i větších obytných budov. Za jeho nejvýznamnější dílo je považován generální návrh urbanistického řešení areálu škol s Farmaceutickou fakultou a kolejemi tehdejší Vojenské lékařské akademie v ulici Akademika Heyrovského, jižně od historického centra města. K výstavbě areálu došlo od 60. do 80. let 20. století.
V roce 1960 se v týmu Jana Rejchla účastnil soutěže na výstavbu divadla a rozhlasového studia, které se nikdy nerealizovalo.
Vyprojektoval také podchod na křížení druhého městského okruhu (mezi třídou Karla IV. a Střeleckou/Resslovou) u kina Centrál postavený v letech 1971 až 1973. Jednalo se o první podchod ve městě, navíc s obchody a toaletami (1974), a také první a na dlouhou dobu poslední prvek pěší zóny ve Hradci Králové. Vyzdoben byl reliéfy od Jiřího Felgera.
V 70. letech 20. století také navrhl posléze realizovanou úpravu budov koželužské školy (vstupní objekt, šatny, laboratoře, tělocvična) a výstavbu jejích nových dílen (společně s Janem Rejchlem). Stál za podobou městské tržnice v brutalistickém stylu v Hořické ulici/na Blažíčkově náměstí (1980–1987, později začala sloužit jako prodejna instalatérských potřeb). Z obytných budov se jednalo například o mezonetové domy na sídlišti Labská kotlina II. poblíž Obřího akvária.
Vyhrál soutěž na přestavbu Pražského Předměstí v Hradci Králové.
V závěru své kariéry spolupracoval se svým synem, Karlem Schmiedem mladším, mj. na budově digitálního planetária Hvězdárny a planetária v Hradci Králové. Společně navrhli také nízkoenergetický bytový dům Kamil v Hradci Králové Podzámčí.

## Působení v Krkonoších

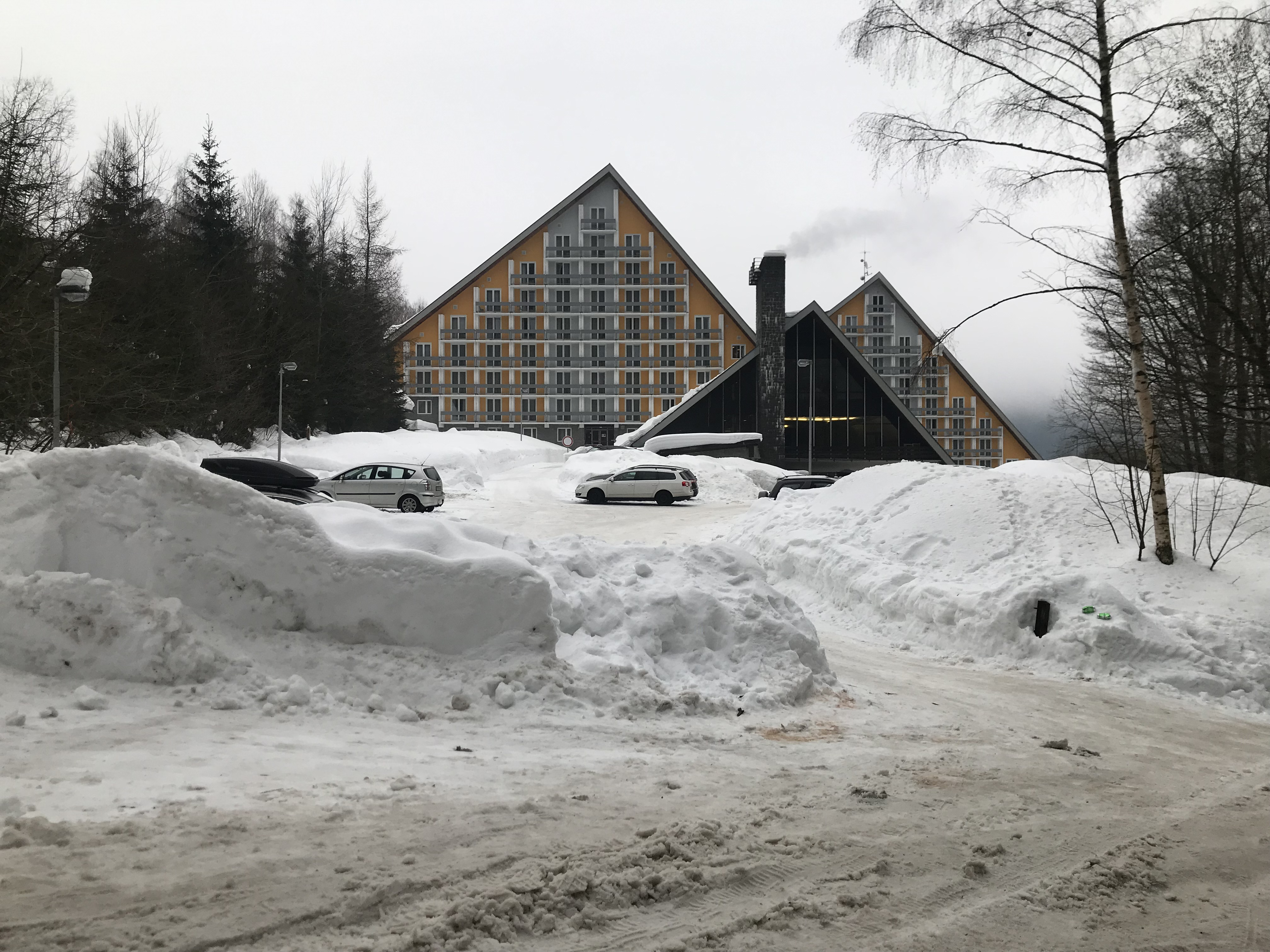
Hotel na Krausových boudách, původně Zotavovna ROH Pochodeň, později hotel Arnika, aktuálně Clarion Hotel

Jeho tvorba je spjatá také s Krkonošemi, s pohořím, které měl velmi rád. Z jeho tamních děl lze jmenovat hned několik rekreačních objektů, např. hotel Hanička a zejména jeden z největších krkonošských hotelů – Zotavovnu ROH Pochodeň neboli rekreační areál Krausovy boudy ve Špindlerově Mlýně nad vodní nádrží Labská (lokalita Přední Labská). Stavba má podobu tří stylizovaných horských štítů. V letech 1990 až 2010 bylo zařízení přejmenováno na hotel Arnika, od roku 2022 funguje pod názvem hotel Pinia. Projekt budov vznikl v roce 1976, k realizaci došlo mezi roky 1977 až 1981.
Zotavovna Sklář v Harrachově pro rekreaci ROH byla vybudována podle projektu z roku 1979 v letech 1985 až 1989. Jedná se o typické velkokapacitní zařízení nadstandardní úrovně skládající se ze tří různě tvarovaných propojených budov. Projekt počítal s kapacitou 300 lůžek pro ubytované a dalších 75 pohotovostních lůžek. Počítalo se rovněž se 40 lůžky pro zaměstnance a 2 byty. U stolů v jídelně bylo k dispozici 320 míst.

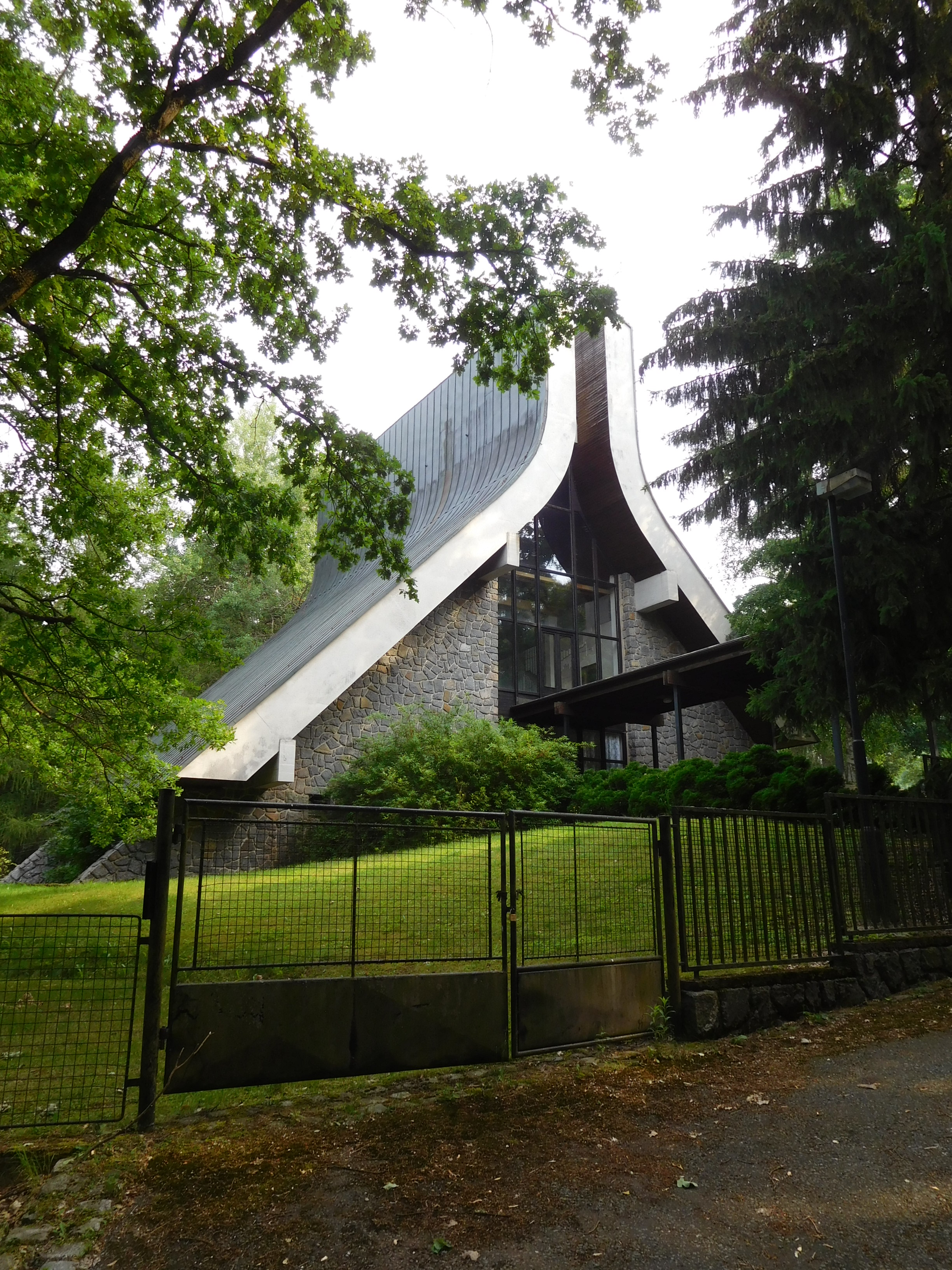
Obřadní síň Hostinné

Schmied také navrhl obřadní síň (1978–1980) v Hostinném, umístěnou již na administrativním území obce Chotěvice. Podoba hřbitovní stavby má evokovat sepjaté lidské ruce obracející se k nebi. Tento hlavní prvek, který zároveň tvoří zastřešení, byl vybudován z pohledového betonu. Čelní stěna je z opracovaného kamene a z velké části prosklená. Schmied navrhl stavbu včetně interiérového vybavení, které se jako cenná součást skulpturální architektury 70. let 20. století rovněž dochovalo.
Po sametové revoluci se intenzivně podílel na přestavbě a dalším rozvoji Harrachova v Krkonoších. Vyhrál totiž architektonickou soutěž na nové pojetí centra města. Celý záměr se sice nepodařilo dokončit, řada prvků a budov však vznikla, a to včetně tzv. rotundy s restaurací a penzionem. Stál rovněž za podobou mnoha obytných budov a penzionů v lokalitě Klondajk, budov David sport, apartmánových domů v částech Nový Svět a lokalitě Hřebínky, hotelu Centrum, penzionů v Zákoutí. Podle jeho návrhu byl zrekonstruován Panský dům u sklárny, kde sídlí muzeum sklářství. Participoval na tamním územním plánu.

## Ocenění
V roce 2018 obdržel jednu z výročních cen města Hradce Králové – Cenu dr. Františka Ulricha. V té době mu bylo 84 let a projektování se stále aktivně věnoval.
Téhož roku u příležitosti sta let Československa a jeho architektury byl vyznamenán cenou Josipa Plečnika.

## Rodina
Jeho syn Ing. arch. Karel Schmied mladší je také architektem, jehož nejvýznamnějším projektem je digitální planetárium Hvězdárny a planetária v Hradci Králové. Stavba, která je pojata jako UFO, byla otevřena v lednu 2015.

## Zajímavosti
V roce 1984 napsal u příležitosti 85. narozenin architekta Jana Rejchla v časopisu Architektura ČSR jeho medailonek.